# 니마현

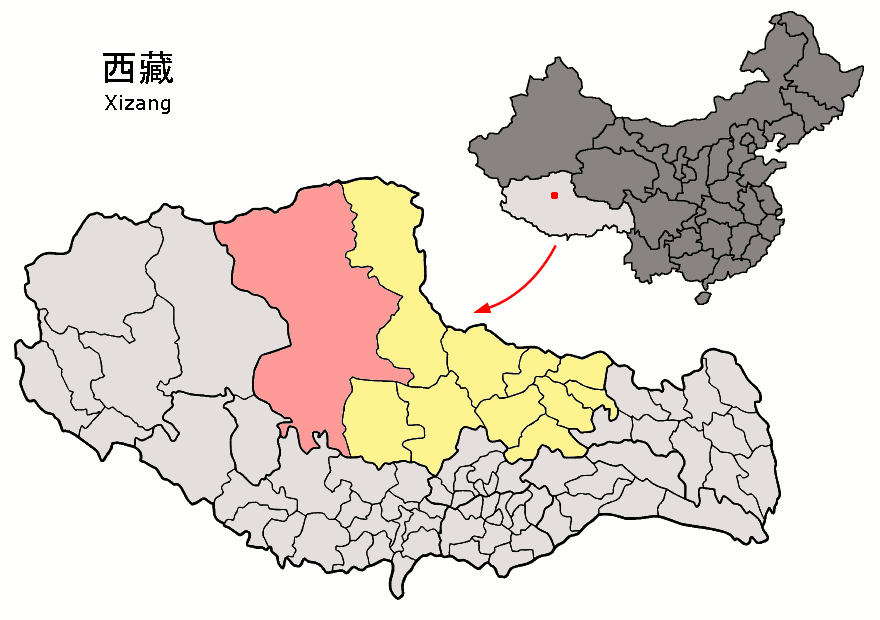
니마 현의 위치

니마현(티베트어: ཉི་མ་རྫོང་ 니마 종, 중국어: 尼玛县, 병음: Nímǎ Xiàn)은 티베트 자치구 나취 지구의 현급 행정구역이다. 넓이는 72499.41km2이고, 인구는 2003년 기준으로 24,300명이다.

## 지리
평균해발고도는 5000m이다. 연평균 기온은 -4℃이고 연평균 강수량은 150mm이다.

## 행정 구역
1개 진, 13개 향을 관할한다.
- 진: 尼玛镇.
- 향: 文布乡, 中仓乡, 卓瓦乡, 卓尼乡, 吉瓦乡, 甲谷乡, 阿索乡, 俄久乡, 荣玛乡, 达果乡, 申亚乡, 来多乡, 军仓乡.